# Memória de longa duração
A memória de longa duração constitui um estágio do modelo de memória dual proposto por Atkinson-Shiffrin, podendo ser armazenada por longos períodos de tempo. Enquanto as memórias de curta duração e de trabalho persistem por aproximadamente 18 a 30 segundos, o conhecimento informativo pode permanecer como memória de longa duração indefinidamente. A memória de longa duração também é comumente chamada de memória explícita (declarativa),episódica, semântica, autobiográfica e implícita (memória processual). 

## Modelo de memória dual
De acordo com George A. Miller, cujo artigo em 1956 popularizou a teoria do "mágico número sete", a memória de curto prazo é limitada a um certo número de "chunks" de informação, enquanto a memória de longo prazo possui armazenamento ilimitado.

### Modelo de memória de Atkinson-Shiffrin
Conforme o modelo de memória de armazenamento dual proposto por Richard C. Atkinson e  Richard Shiffrin em 1968, memórias podem permanecer em um "buffer"  por um período limitado enquanto as associações são simultaneamente reforçadas na memória de longo prazo. Quando itens são apresentados pela primeira vez, estes ingressam na memória de curto prazo, porém devido a limitação de espaço, itens mais antigos são descartados em função da entrada de outros novos. Todavia, cada vez que um item na memória de curto prazo é repetido ou ensaiado, reforça-se sua associação na memória de longo prazo. Igualmente, quanto mais tempo um item permanece na memória de curto prazo, mais forte torna-se sua associação com a memória de longo prazo."Fonte:<Atkinson, R.C.; Shiffrin, R.M. (1968)>.

### Modelo de memória de trabalho de Baddeley
Em 1974 Alan Baddeley e Hitch propuseram uma teoria alternativa de memória de curto prazo:o modelo de memória de trabalho de Baddeley. De acordo com esta teoria, a memória de curta duração está dividida em diferentes sistemas escravos para diferentes tipos de itens de entrada existindo um controle executivo supervisionando quais itens entram ou saem destes sistemas. Os sistemas escravos incluem o loop fonológico, o bloco de desenho viso-espacial e o buffer episódico (posteriormente adicionado por Baddeley).

## Codificação da informação
De acordo com  Baddeley, a memória de longa duração codifica a informação de forma semântica para a armazenagem. Na visão, a informação necessita entrar na memória de trabalho antes de ser armazenada em memória de longa duração. Isto está evidenciado pelo fato de que a velocidade na qual a informação é armazenada em memória de longa duração  é determinada pela quantidade de informação que pode ser ajustada em cada fase, em memória visual de trabalho. Em outras palavras, quanto maior a capacidade da memória de trabalho para certos estímulos, mais rápido estes materiais serão aprendidos.
Consolidação sináptica refere-se ao processo pelo qual itens são transferidos da memória de curta duração para a memória de longa duração. Após os primeiros minutos ou horas após a aquisição, o traço de memória é codificado nas sinapses, tornando-se resistente (embora não imune) a interferências de fontes externas.
Como a memória de longa duração está sujeita a desaparecer no processo natural de esquecimento, ensaios de manutenção (várias lembranças/recuperações de memória) podem ser necessárias para preservar estas memórias. Recuperações individuais podem ser realizadas em intervalos crescentes de acordo com o princípio de repetição espaçada. Isto pode acontecer muito naturalmente através da reflexão ou lembrança deliberada (também conhecida como recapitulação), muitas vezes dependente da percebida importância do material. O uso de métodos de teste como forma de recuperação pode levar ao Efeito do teste, que auxilia a memória de longo prazo através da recuperação de informações e feedback.

### Sono
Algumas teorias consideram o sono um importante fator no estabelecimento de memórias de longa duração bem organizadas. (Veja também sono e aprendizado.) Dormir desempenha uma função chave na consolidação de novas memórias."Fonte:<Ruch, S et al (2012)>.
De acordo com a teoria de Yarnow, memórias de longa duração são armazenadas em formato de sonho (similar aos achados de Penfield & Rasmussen na qual as excitações elétricas do córtex produzem experiências similares aos sonhos). Durante o estado de vigília uma função executiva interpreta a memória de longa duração consistente com a verificação da realidade (Tarnow 2003). A teoria ainda propõe que a  informação armazenada na memória, independente de como tenha sido aprendida, pode afetar a performance em um tarefa particular sem o sujeito estar consciente da utilização desta memória. Acredita-se que traços recém adquiridos de memória declarativa são reativados durante o sono não REM a fim de promover a transferência hipocampo-neocortircal para armazenagem de longo prazo. Especificamente, novas memórias declarativas são melhor lembradas se a recordação suceder o estágio II de sono não REM. A reativação de memórias durante o sono pode levar a alterações sinápticas duradouras em certas redes neurais. É a alta atividade de fuso e de ondas delta juntamente com a baixa atividade oscilatória durante o sono não REM que contribui para a consolidação da memória declarativa. Ao aprender antes de dormir, fusos são redistribuídos a estados neuronais ativos com baixas oscilações. Acredita-se que os fusos de sono induzem alterações sinápticas e portanto contribuem para a consolidação da memória durante o sono. Aqui nós examinamos o papel do sono no teste de reconhecimento de localização de objetos, um teste muito  comparado a outros tipicamente aplicados para avaliar a memória declarativa humana: um teste único, hipocampo-dependente, não estressante e com a possibilidade de ser repetido no mesmo animal. A privação de sono reduz a vigilância ou o nível de despertar, afetando a eficiência de certas funções cognitivas como o aprendizado e a memória.
A teoria de que o sono beneficia a retenção de memória não é uma idéia nova. Esta já havia sido proposta desde a experiência sobre o esquecimento de Ebbinghaus em 1885.  Estudos mais recentes tem sido conduzidos por Payne,  Holtz e outros. Nos estudos de Payne  os participantes foram selecionados aleatoriamente e divididos em dois grupos. A ambos os grupos foram entregues pares de palavras relacionadas semanticamente ou não, porém a um grupo foi entregue a informação as 09 da manhã e outro grupo recebeu a informação as 09 da tarde. Os participantes foram então testados sobre os pares de palavras em um de três intervalos, aos 30 minutos, 12h ou 24 horas após. Constatou-se que os participantes que tiveram um período de sono entre o aprendizado e os experimentos se saíram melhor nos testes de memória. Esta informação está de acordo com outros resultados descobertos previamente por Jenkins e Dallenbach (1924). Constatou-se também que muitos domínios da memória declarativa são afetados pelo sono, como a memória emocional, memória semântica e a codificação direta. "Fonte: < Payne, D. J et al, 2012>
Holtz, descobriu que o sono não afeta somente a consolidação de memórias declarativas mas também processuais. Neste experimento,foram ensinados pares de palavras (os quais representam memória declarativa) e uma tarefa de toque de dedo (memória processual) a cinquenta participantes adolescentes em uma de duas horas diferentes do dia. Descobriu-se que a tarefa processual de toque de dedo foi melhor codificada e lembrada diretamente antes de dormir, no entanto o teste declarativo de pares de palavras foi melhor recordado e codificado se aprendido as três horas da tarde. "Fonte: < Holz, J et al, 2012>

## Divisões
O cérebro não armazena memórias em uma estrutura unificada, como ocorre em um disco rígido de computador. Ao invés disso, diferentes tipos de memórias são armazenadas em diferentes regiões cerebrais. A memória de longo prazo é tipicamente dividida em duas grandes categorias: memória explícita e memória implícita."Fonte: <Atkinson, R.C et al 1968>

### Memória explícita
A memória explícita (memória declarativa) refere-se a todas as memórias conscientemente disponíveis. Estas são codificadas pelo hipocampo, córtex entorrinal e perirrinal, no entanto são consolidadas e armazenadas em outras regiões do cérebro. A localização precisa de armazenagem não é sabida, contudo o córtex temporal tem sido proposto como um possível candidato. Pesquisas conduzidas por Meulemans e Van der Linden (2003) constataram que pacientes amnésicos com dano no lobo temporal medial tiveram pior desempenho em testes de aprendizado explícito em relação aos controles saudáveis. No entanto estes mesmos pacientes amnésicos obtiveram a mesma performance em relação aos controle saudáveis em testes de memória implícita. Isto implica o forte envolvimento do lobo temporal medial na aprendizagem explícita, mas não na aprendizagem implícita. "Fonte: <Meulemans et al (2003); Aggleton, John P (2008)>
A memória declarativa possui três principais subdivisões:

#### Memória episódica
Memória episódica refere-se a memória para eventos específicos no tempo, além de apoiar a sua formação e recuperação . Alguns exemplos de memória episódica seriam a lembrança do nome de alguém junto com os acontecimentos desta última interação. Experimentos conduzidos por Spaniol e outros indicaram que  idosos tem piores memórias episódicas do que adultos jovens porque a memória episódica é dependente do contexto."Fonte:<Spaniol, J et al(2006)>

#### Memória semântica
Memória semântica refere-se ao conhecimento sobre informação real, como o significado das palavras. Memória semântica é uma informação independente como as informações lembradas para um teste."Fonte< Wood, et al (2011)> Em contratste com a memória episódica, idosos e adultos jovens não demonstram muita diferença na memória semântica, provavelmente porque este tipo de memória não depende do contexto."Fonte< Spaniol et al (2006)>

#### Memória autobiográfica
Memória autobiográfica refere-se ao conhecimento sobre os eventos e as experiências pessoais da vida de um indivíduo. Embora similar a memória episódica, esta diferencia-se pelo fato de que contém somente as experiências relacionadas diretamente ao indivíduo, ao longo de toda a sua vida. Conway e Pleydell-Pearce (2000), argumentam que esta é um componente do sistema de auto-recordação."Fonte: <Conway et al (2000)>

### Memória implícita
Memória implícita (Memória processual) refere-se ao uso de objetos ou  aos movimentos do corpo, tais como usar adequadamente um lápis, dirigir um carro ou andar de bicicleta. Este tipo de memória é codificada e presumidamente armazenada pelo Corpo estriado e outras regiões dos Núcleos da base. Os núcleos da base estão  implicados na mediação da memória processual e outras estruturas cerebrais e independe do hipocampo."Fonte:<Foerde et al (2009)>. Pesquisas por  Manelis, Hanson, e Hanson (2011) descobriram que a reativação das regiões ocipitais e parietais estava associada a memória implícita "Fonte:<Manelis, A et al (2011)>. Memória processual é considerada memória não declarativa ou memória inconsciente que inclui "priming" e aprendizado não associativo.  A primeira parte da memória não declarativa (memoria implícita) envolve o priming. Este ocorre quando se faz algo mais rápido depois de já ter se feito aquela atividade, como escrever ou usar um garfo. Outras tipos  de memória também podem ser relevantes para a discussão de memórias de longa duração. Por exemplo
Memória emocional, a memória de acontecimentos capaz de evocar uma emoção particularmente forte, é um domínio que envolve ambas os processos de memória, declarativa e processual. Memórias emocionais estão conscientemente disponíveis, porém evocam uma poderosa reação fisiológica inconsciente. Pesquisas indicam que a Amígdala está extremamente ativa durante situações emocionais e age em conjunto com o Hipocampo e a o   na codificação e consolidação de eventos emocionais.
A Memória de trabalho não faz parte da memória de longa duração, no entanto é importante para o funcionamento deste tipo de memória. A memória de trabalho mantém e manipula a informação por um curto período de tempo antes que esta seja esquecida ou codificada em memória de longa duração. Assim, para recordar se de algo da memória de longa duração, deve-se trazer de volta a memória de trabalho. Se esta estiver sobrecarregada a codificação para a memória de longa duração pode ser afetada. Uma boa memória de trabalho está relacionada a  uma melhor codificação de memória de longa duração. "Fonte:< Ranganath, C. C.; Michael, B.X.; Craig, J.B. (2005)>.
Pequenos lapsos e deslizes de memória são bastante comuns e podem aumentar naturalmente com a idade, na doença ou sob o estresse. Algumas mulheres podem experimentar lapsos de memória após o início da menopausa. Em geral, problemas mais sérios de memória ocorrem devido ao Traumatismo cranioencefálico ou a Neurodegeneração.

### Traumatismo craniano
A maioria das descobertas sobre a memória resultaram de estudos que lesionaram regiões específicas do cérebro em ratos ou primatas, no entanto, alguns dos mais importantes trabalhos tem sido resultado do trauma cerebral. O caso mais famoso em estudos recentes de memória é o caso de Henry Molaison, que teve partes de seu hipocampo, córtex parahipocampal e o tecido circundante removido em uma tentativa de cura de sua epilepsia. A subsequente amnesia anterograda total e amnesia retrograda parcial proporcionaram a primeira evidência para a localização da função de memória e esclareceu ainda mais as diferenças entre memória declarativa e processual.

### Doenças neurodegenerativas
Muitas doenças neurodegenerativas podem causar perda de memória. Algumas das mais prevalentes (e como consequência, mais intensamente pesquisadas) incluem Doença de Alzheimer,Demência,Doença de Huntington,Esclerose múltipla,Doença de Parkinson e Esquizofrenia. Nenhuma destas doenças age especificamente sobre a memória; em vez disso, a perda de memória é com frequência o resultado de deterioração neuronal generalizada. Atualmente, estas doenças são irreversíveis, contudo a pesquisa em células tronco,a psicofarmacologia e a engenharia genética tem se mostrado muito promissoras.
Portadores da doença de Alzheimer geralmente apresentam sintomas como perda de orientação em rotas familiares, colocação de objetos em locais inapropriados e distorções de memórias existentes ou até mesmo o completo esquecimento de fatos ou recordações. Pesquisadores tem frequentemente utilizado o paradigma de Deese-Roediger-McDermott (DRM) para estudar os efeitos da doença de Alzheimer sobre a memória. O paradigma DRM apresenta uma lista de palavras como soneca, travesseiro, cama, sonho, cochilo etc. e uma palavra tema que não é apresentada. Neste caso a palavra tema seria sono. Neste caso, pacientes com doença de Alzheimer são mais propensos a recordar a palavra tema como sendo parte da lista original, do que adultos saudáveis. Existe uma possível ligação entre um tempo mais longo  de codificação e um aumento da falsa memória na LTM. Os pacientes acabam por depender da essência da informação ao invés das palavras especificamente. O Alzheimer produz uma resposta inflamatória incontrolada, gerada por uma extensa deposição de amilóide no cérebro, levando a morte celular. Essa situação piora com o tempo e eventualmente leva ao declínio cognitivo após a perda de memória. A pioglitazona pode melhorar 
Portadores da Doença de Parkinson tem problemas com o desempenho cognitivo,algo semelhante ao observado em pacientes com disfunções do lobo frontal e que frequentemente leva a demência. Acredita-se que a doença de Parkinson é causada pela degradação da projeção mesocorticolimbica dopaminérgica, proveniente da área tegumental ventral. Também tem sido apontado que o hipocampo desempenha um importante papel na memória episódica e espacial (partes da memória de longa duração) e que portadores da doença de Parkinson tem hipocampos anormais resultando em funcionamento anormal da memória de longa duração. Injeções de L-dopa e terapia comportamental tem siso utilizadas com frequência em tentativas de alívio dos sintomas da doença."Fonte:<Costa, C et al (2012)>.

Portadores de esquizofrenia exibem problemas relacionados a atenção e a funções executivas o que por sua vez afeta a consolidação e recuperação da memória de longo prazo. A codificação e a recuperação da memória temporal fica prejudicada o que os leva a apresentar comportamentos sociais inapropriados. Estes pacientes tornam-se impossibilitados de  utilizar a informação que possuem. O córtex pré-frontal, região na qual os pacientes com esquizofrenia apresentam anormalidades estruturais, está envolvido com o lobo temporal o que afeta também o hipocampo e ocasiona dificuldades de codificação e recuperação da memória temporal (inclusive a memóra de longa duração)."Fonte:<Langraf, S et al (2011)>

## Bases biológicas a nível celular
Uma das proteínas recém-sintetizadas na LTP é também crítica para a manutenção da memória de longa duração. Esta proteína representa uma forma autônoma da enzima Proteína quinase C (PKC), conhecida como  PKMζ. Esta proteína mantém o aumento da força sináptica e a sua inibição apaga as memórias de longo prazo já estabelecidas sem afetar a memória de curto prazo ou, assim que o inibidor é eliminado, a habilidade para codificar e armazenar novas memórias é restabelecida.
Da mesma forma, o Fator neurotrófico derivado do cérebro é importante para a persistência de memórias de longo prazo."Fonte:<Bekinschtein, Pedro et al (2008)>.
A estabilização de longa duração das alterações sinápticas é também determinada por um aumento paralelo de estruturas pré e pós-sinápticas como o botão axonal, espinhas dendríticas e a densidade pós-sináptica."Fonte:<Meyer, D et al (2014)>. No nível molecular, um aumento das proteínas de ancoragem pós-sináptica PSD-95 e Homer1c tem sido correlacionada com a estabilização do alargamento sináptico."Fonte:<Meyer, D et al (2014)>.
A proteína de ligação ao elemento de resposta do AMPc (CREB) é um fator de transcrição no qual acredita-se ser importante para a consolidação de memórias de curto em longo prazo e também  de estar diminuído na doença de Alzheimer."Fonte:<Jerry CPYin e TimothyTully (1996)>.

## Evidências contraditórias
Alguns estudos demonstraram resultados que contradizem o modelo dual de armazenamento de memória e que apesar da utilização de distrações haveria ainda um efeito de caráter recente para uma lista de itens e um efeito de proximidade."Fonte:<Bjork, R.A et al (1974) e Howard, M.W.; Kahana, M.J. (1999)>. 
Outro estudo revelou que o tempo de permanência de um item na memória de curta duração não é o principal determinante de sua força na memória de longa duração. Em vez disso, as tentativas de lembrança do item e a elaboração sobre o seu significado seriam os determinantes de  sua força  na memória de longa-duração."Fonte:<Craik, F. I. M.; Lockhart, R. S. (1972)>.

## Modelo de memória de armazenamento único
Uma teoria alternativa trata da existência de uma única unidade de armazenamento de memória com associações entre itens e seus contextos. Neste modelo, o contexto serve como um palpite para a recuperação e o efeito de recência seria fortemente influenciado pelo fator de contexto. Recordações imediatas e tardias teriam o mesmo efeito de recência por conta da existência de relativa similaridade de contexto. Além disso o efeito de proximidade também ocorre pois este efeito também existe entre contextos similares."Fonte:<Howard, M. W.; Kahana, M. J. (2002)>.